# اوشترشتدت
اوشترشتدت (به آلمانی: Osterstedt) یک شهر در آلمان است که در Mittelholstein واقع شده‌است.
 اوشترشتدت  ۶۶۳ نفر جمعیت دارد.